# Erebus hieroglyphica
Erebus hieroglyphica är en fjärilsart som beskrevs av Dru Drury 1773. Erebus hieroglyphica ingår i släktet Erebus och familjen nattflyn. Inga underarter finns listade i Catalogue of Life.

## Bildgalleri

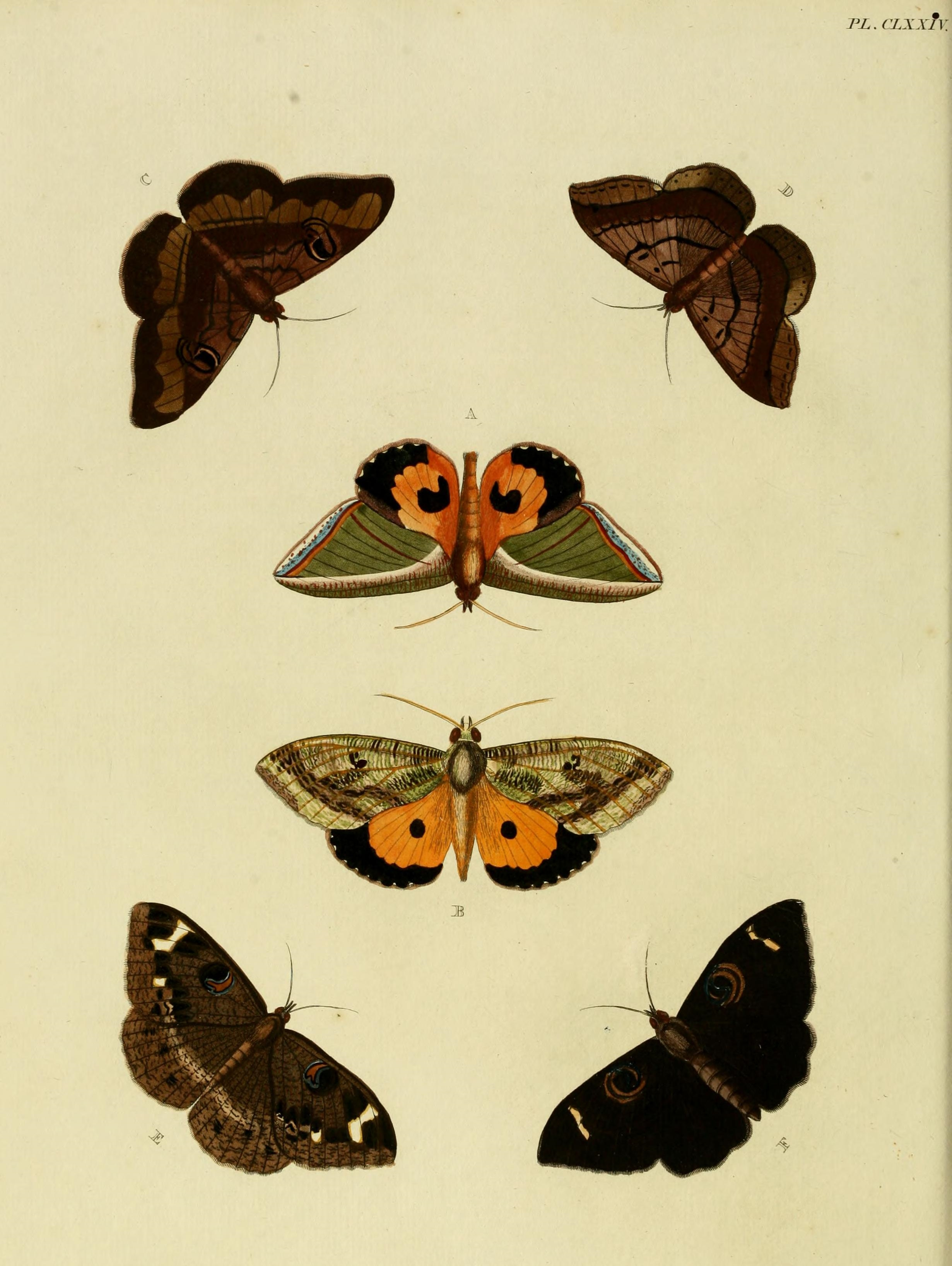
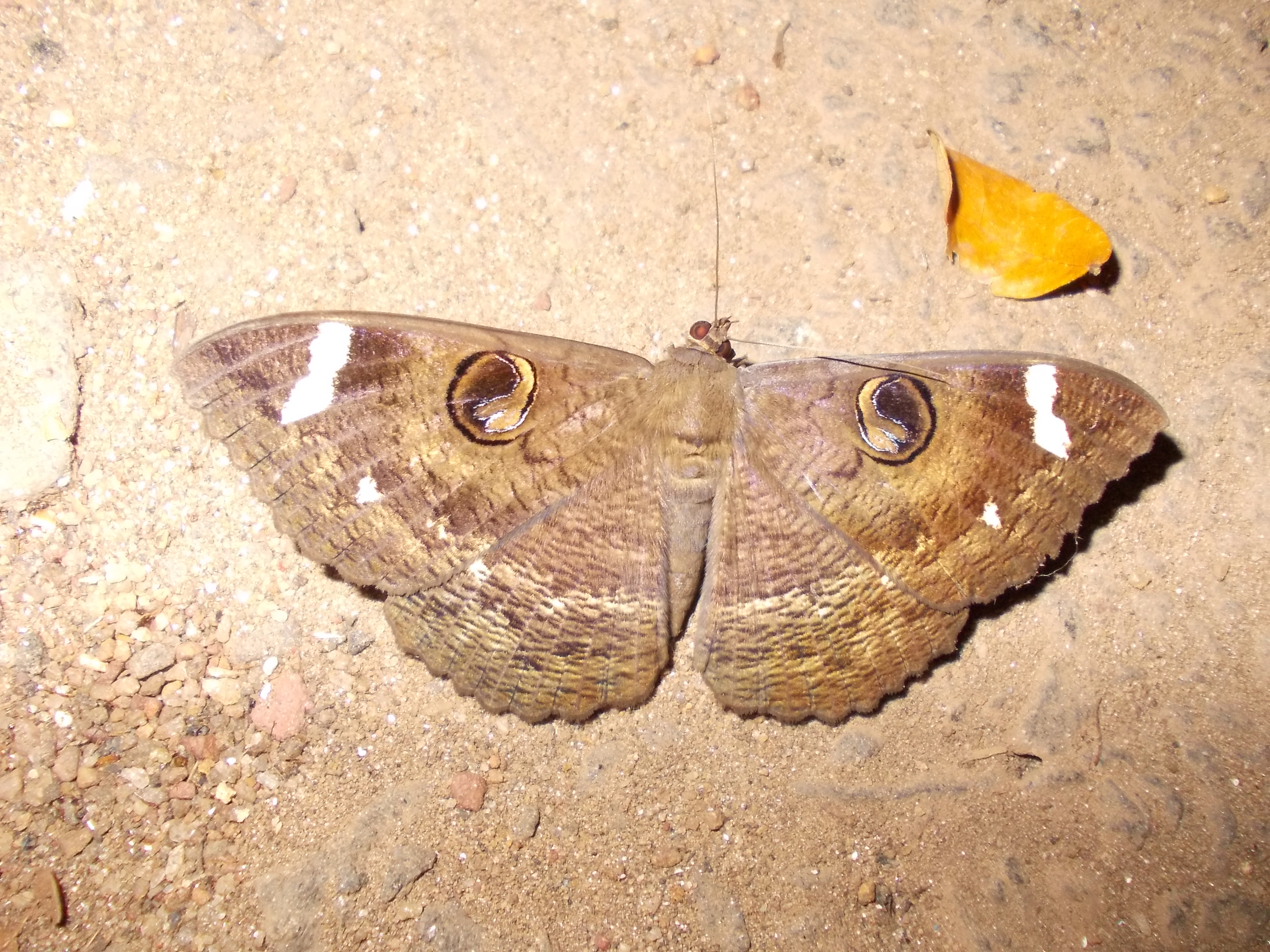